# تایتانیک ۲ (فیلم)
تایتانیک ۲ (انگلیسی: Titanic II) فیلمی کم‌بودجه به نویسندگی، کارگردانی و بازی شین ون دایک است که در سال ۲۰۱۰ منتشر شد.

## داستان فیلم
۱۰ آوریل ۲۰۱۲، صد سال پس از غرق شدن کشتی تایتانیک، یک کشتی لوکس مسافربری به نام «اس اس تایتانیکِ دو» اولین سفر خود را در همان مسیر ۱۰۰ سال قبلِ تایتانیک در جهت معکوس، یعنی از شهر نیویورک، ایالات متحده آمریکا به ساوت‌همپتون، انگلستان آغاز می‌کند.
هنگام عبور از اقیانوس اطلس، بر اثر گرم شدن کرهٔ زمین، یخچال هِلهایم (Helheim) در گرینلند سقوط و سونامی مهیبی ایجاد می‌کند. بر اثر برخورد یک توده یخ بزرگ به کشتی، افراد زیادی از جمله هاروارد، کاپیتان کشتی، کشته می‌شوند و مسافرانی که با قایق‌های نجات در حال فرار هستند، توسط تکه‌های بزرگِ جداشده از کوه یخی کشته می‌شوند و در نهایت کشتی تایتانیک دو غرق می‌شود.
فیلم تایتانیک دو در سال ۲۰۱۰ توسط شِین وَن دایک به‌عنوان فیلم‌نامه‌نویس، کارگردان و بازیگر ساخته شد. این فیلم در ۷ اوت ۲۰۱۰ در استرالیا اکران شد که با انتقادات زیادی روبه‌رو شد و منتقدان آن را توهین به فیلم جیمز کامرون عنوان کردند.